# St. Pauli-Landungsbrücken

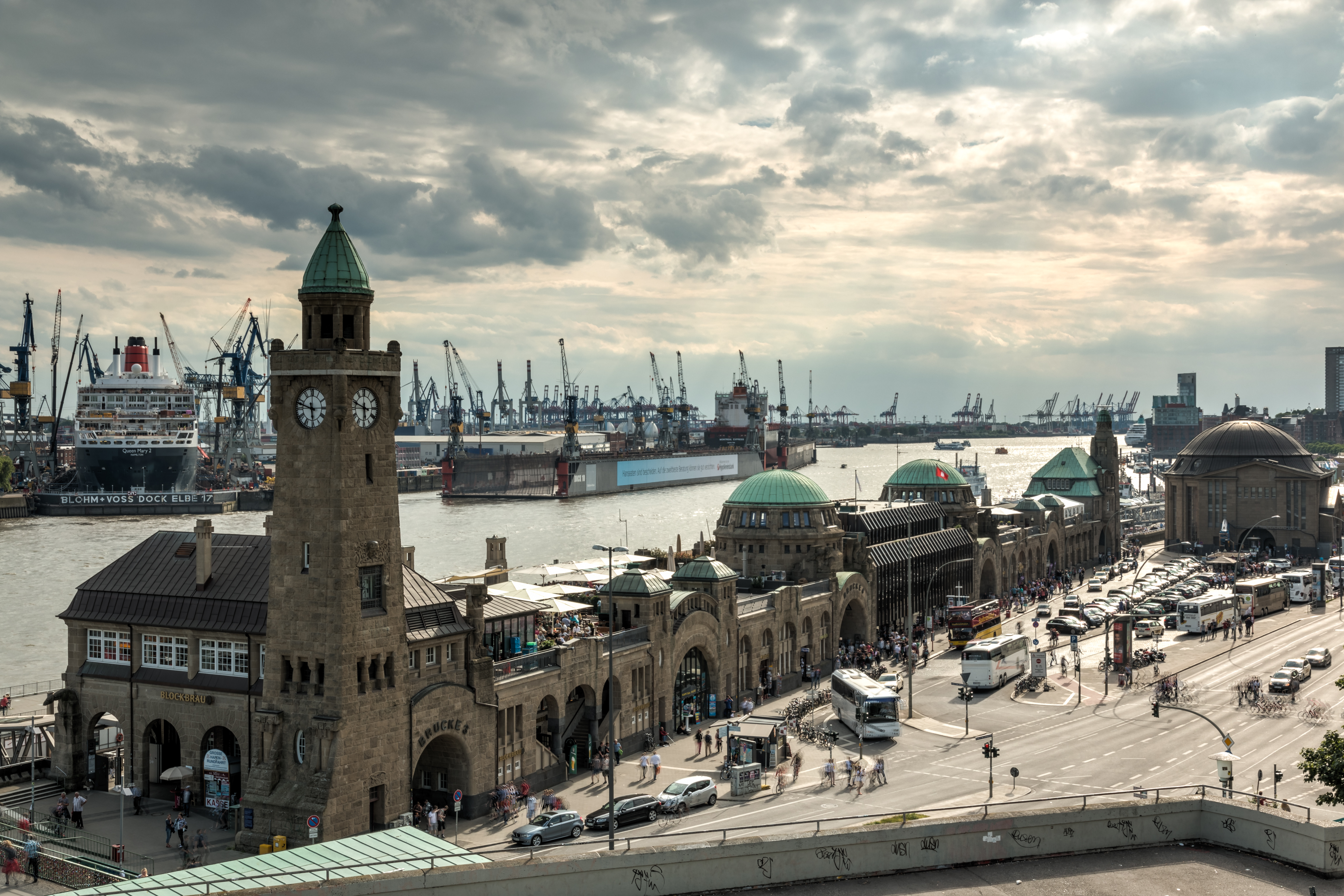
De terminal gezien vanaf de stad

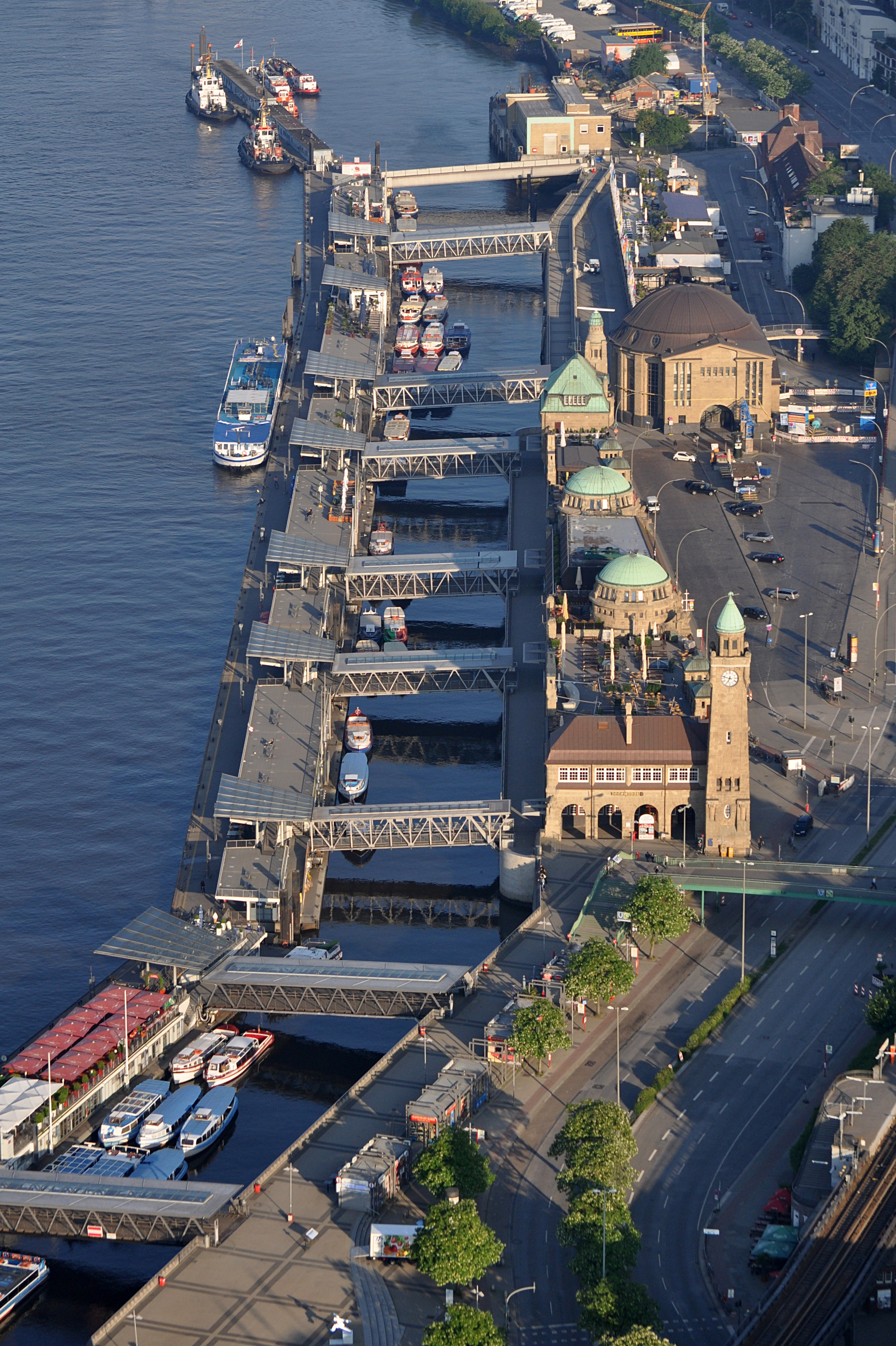
De terminal met pontons en toeristenboten

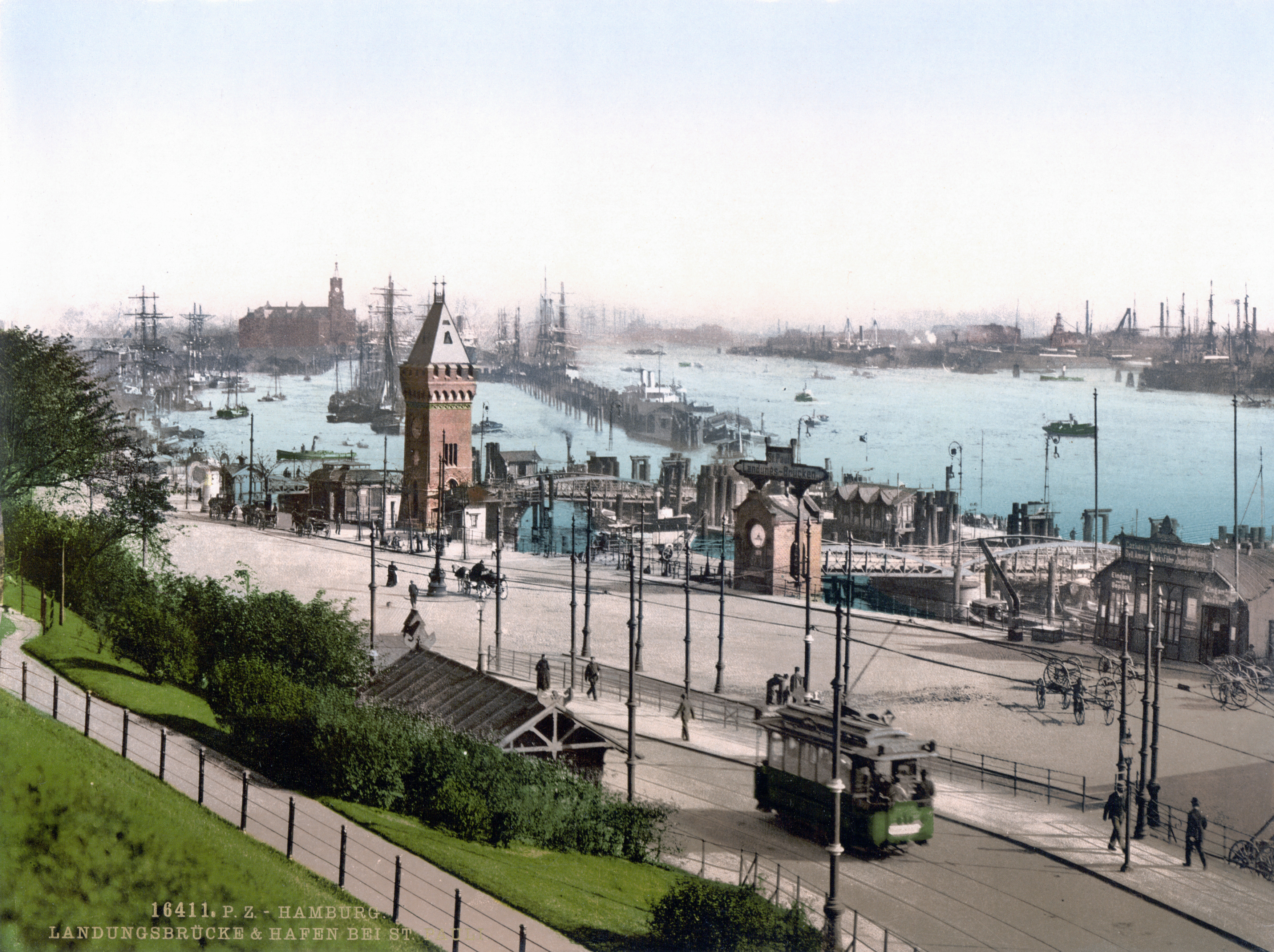
Landungsbrücken bij Sankt-Pauli omstreeks 1900

De St. Pauli-Landungsbrücken is een passagiersterminal in de stadswijk Hamburg-St. Pauli. Vroeger stapten passagiers over op zeeschepen, maar tegenwoordig is het een verkeersknooppunt waar diverse vormen van openbaar vervoer bij elkaar komen en een toeristische attractie. Toeristen kunnen hier inschepen voor een vaartocht door de haven. Dicht bij de terminal ligt ook de noordelijke toegang tot de St. Pauli-Elbtunnel.
De eerste steiger op deze plaats werd in 1839 aangelegd. Hier werden schepen van steenkool voorzien. Vanwege het brandgevaar lag de bunkerplaats buiten de toenmalige stadsbebouwing.
In 1907 werden hier de eerste pontons in de rivier gelegd voor het gemak van de passagiers. Zij konden hierdoor gemakkelijker de overstap maken van schip naar het vasteland. Vooral zeeschepen legden hier aan. Het waterniveau van de Elbe beweegt mee met eb en vloed en in de toren van de terminal zit ook een grote peilschaal die de actuele waterstand aangeeft.
Tijdens de Tweede Wereldoorlog is de stad zwaar gebombardeerd en er viel zeer veel schade. De terminal en de pontons werden ook zwaar beschadigd en het duurde tot 1955 tot de schade was hersteld.
Tegenwoordig is de terminal een belangrijk verkeersknooppunt. Hier komen lijnen van de S-Bahn en U-Bahn bij elkaar en passagiers vervolgen hun reis met de veerschepen of omgekeerd. De vaste veerdiensten worden onderhouden door HADAG Seetouristik und Fährdienst. Dit is een onderdeel van het openbaarvervoerbedrijf Hamburger Verkehrsverbund die het gehele openbare vervoer in en om Hamburg coördineert. De terminal is ook vertrek- of aankomstpunt van de vele rondvaartboten.